# Mads Mikkelsen
Mads Dittmann Mikkelsen ( ascultă (ajutor·info); n. 22 noiembrie 1965) este un actor danez.
Mikkelsen a devenit cunoscut pe plan internațional pentru rolul lui Tristan din producția lui Jerry Bruckheimer, King Arthur (2004), însă este cunoscut mai ales pentru rolul antagonistului Le Chiffre în cel de-al 21-lea film cu James Bond, Casino Royale (2006).

## Filmografie

### Film
| An   | Film                                         | Rol                              | Note |
| ---- | -------------------------------------------- | -------------------------------- | --- |
| 1996 | Café Hector                                  | Anders                           | Short film |
| 1996 | Blomsterfangen                               | Max                              | |
| 1996 | Pusher                                       | Tonny                            | |
| 1998 | Vildspor                                     | Jimmy                            | |
| 1998 | Nattens engel                                | Ronnie                           | |
| 1999 | Tom Merritt                                  | Elmer Karr                       | Film scurt |
| 1999 | Bleeder                                      | Lenny                            | |
| 2000 | Flickering Lights                            | Arne                             | |
| 2001 | Monas verden                                 | Casper                           | |
| 2001 | Monsters, Inc.                               | Randall Boggs (voce)             | Dublare în daneză |
| 2001 | Shake It All About                           | Jacob                            | Zulu Award for Best Actor |
| 2002 | I Am Dina                                    | Niels                            | |
| 2002 | Open Hearts                                  | Niels                            | Rouen Nordic Film Festival Award for Best Actor Nominalizare—Bodil Award for Best Actor Nominalizare—Robert Festival Award for Best Actor |
| 2002 | Wilbur Wants to Kill Himself                 | Horst                            | Zulu Award for Best Supporting Actor |
| 2003 | Nu                                           | Jakob (tânăr)                    | Film scurt |
| 2003 | The Boy Below                                | Far                              | Film scurt |
| 2003 | The Green Butchers                           | Svend                            | Fantasporto Award for Best Actor Nominalizare—Bodil Award for Best Actor |
| 2003 | Torremolinos 73                              | Magnus                           | |
| 2004 | King Arthur                                  | Tristan                          | |
| 2004 | Pusher II                                    | Tonny                            | Bodil Award for Best Actor Robert Festival Award for Best Actor Zulu Award for Best Actor |
| 2005 | Adam's Apples                                | Ivan                             | Puchon International Fantastic Film Festival Award for Best Actor Nominalizare—Robert Festival Award for Best Supporting Actor |
| 2006 | After the Wedding                            | Jacob Petersen                   | Palm Springs International Film Festival Award for Best Actor Nominalizare—European Film Award for Best Actor Nominalizare—Robert Festival Award for Best Actor |
| 2006 | Prague                                       | Christoffer                      | Zulu Award for Best Actor Nominalizare—Bodil Award for Best Actor Nominalizare—Robert Festival Award for Best Actor |
| 2006 | Exit                                         | Thomas Skepphult                 | |
| 2006 | Cars                                         | Chick Hicks (voice)              | Dublare în daneză |
| 2006 | Casino Royale                                | Le Chiffre                       | |
| 2008 | Flame & Citron                               | Citronen                         | Nominalizare—European Film Award for Best Actor Nominalizare—Robert Festival Award for Best Supporting Actor |
| 2009 | Coco Chanel & Igor Stravinsky                | Igor Stravinsky                  | |
| 2009 | Valhalla Rising                              | One-Eye                          | Nominalizare—Robert Festival Award for Best Actor |
| 2009 | The Door                                     | David Andernach                  | |
| 2010 | Clash of the Titans                          | Draco                            | |
| 2010 | Moomins and the Comet Chase                  | Sniff (voce)                     | |
| 2011 | The Three Musketeers                         | Rochefort                        | |
| 2012 | O afacere regală (A Royal Affair)            | Count Johann Friedrich Struensee | Nominalizare—Bodil Award for Best Actor Nominalizare—Robert Festival Award for Best Actor |
| 2012 | Move On                                      | Mark                             | |
| 2012 | Vânătoarea                                   | Lucas                            | Bodil Award for Best Actor Cannes Film Festival Award for Best Actor Palm Springs International Film Festival Award for Best Actor Robert Festival Award for Best Actor Zulu Award for Best Actor Nominalizare—International Cinephile Society Award for Best ActorNominated—Italian Online Movie Award Nominalizare—European Film Award for Best Actor Nominalizare—London Film Critics Circle Award for Actor of the Year Nominalizare—Online Film Critics Society Award for Best Actor |
| 2013 | Charlie Countryman                           | Nigel                            | |
| 2013 | Michael Kohlhaas                             | Michael Kohlhaas                 | Nominalizare—César Award for Best Actor |
| 2014 | The Salvation                                | John                             | |
| 2015 | Men & Chicken                                | Elias                            | |
| 2016 | Doctor Strange                               | Kaecilius                        | |
| 2016 | Rogue One: O poveste Star Wars               | Galen Erso                       | |
| 2018 | Arctic                                       | Overgård                         | |
| 2018 | La poarta eternității                        | Preotul                          | |
| 2019 | Polar                                        | Duncan Vizla                     | |
| 2020 | Încă un rând                                 | Martin                           | |
| 2020 | Retfærdighedens ryttere                      | Markus Hansen                    | |
| 2021 | Haos ambulant (Chaos Walking)                | Primarul David Prentiss          | |
| 2022 | Animale fantastice: Secretele lui Dumbledore | Gellert Grindelwald              | |
| 2023 | Indiana Jones și cadranul destinului         |                                  | |

### Televiziune
| An        | Film        | Rol                  | Note |
| --------- | ----------- | -------------------- | --- |
| 2000–2003 | Rejseholdet | Allan Fisher         | 32 episoade |
| 2005      | Julie       | Julie's dad / Harald | 5 episoade |
| 2013–2015 | Hannibal    | Dr. Hannibal Lecter  | Saturn Award for Best Actor on Television (2014) Nominalizare—IGN Award for Best TV Villain (2014) Nominalizare—Online Film & Television Association Awards (2014) |

### Jocuri video
| An   | Film                   | Rol                                   |
| ---- | ---------------------- | ------------------------------------- |
| 2008 | 007: Quantum of Solace | Le Chiffre (voce)                     |
| 2018 | Death Stranding        | Clifford Unger (voce, motion capture) |